# 5. tanková divize SS „Wiking“
5. SS-Panzer Division „Wiking“ byla divize Waffen-SS složená z části ze zahraničních dobrovolníků. Na začátku druhé světové války byla zformována jako motorizovaná pěchota (1940), posléze jako divize pancéřových granátníků (1942) a nakonec se stala plnohodnotnou tankovou divizí (1943). Po celou dobu své existence působila výhradně na východní frontě. V této divizi působil třeba i lékař Josef Mengele, předtím než se nechal přeložit do koncentračního tábora Osvětim.

## Vznik a výcvik
Po úspěchu jednotek Leibstandarte SS Adolf Hitler, SS-Verfügungstruppe a Totenkopf, při tažení do Polska, vpádu do severní Evropy a útoku na Francii, bylo zahájeno rozšiřování počtu divizí Waffen-SS. Jelikož se z Norska, Dánska, Nizozemska a Belgie hlásilo větší množství dobrovolníků, bylo rozhodnuto o vytvoření dobrovolnické divize.
Tato divize obdržela název SS-Division „Germania“. Byla zformována v listopadu 1940 z SS pluku „Germania“ (byl vyčleněn z SS-Verfügungstruppe), pluku „Nordland“ (Dánové, Švédové a Norové) a pluku „Westland“ (Nizozemci a Belgičané). Po dvou měsících došlo k přejmenování na SS-Division „Wiking“. I přes mezinárodní charakter divize bylo mužstvo z 90% tvořeno Němci. První velitelem se stal SS-Brigadeführer Felix Steiner předtím velící důstojník pluku „Deutschland“.
Výcvik divize proběhl v Truppen-Übungsplatz Heuberg v Německu a ukončen byl v dubnu 1941. Mezi květnem a červnem 1941 se k pluku „Nordland“ připojila přibližně třetina z 1085 finských dobrovolníků (se zkušenostmi ze zimní války) a zbytek se stal základem pro Finnisches Freiwilligen-Battalion der Waffen-SS. Ihned poté se SS-Divize „Wiking“ zúčastnila operace Barbarossa jako součást skupiny armád Jih.

## Operace Barbarossa

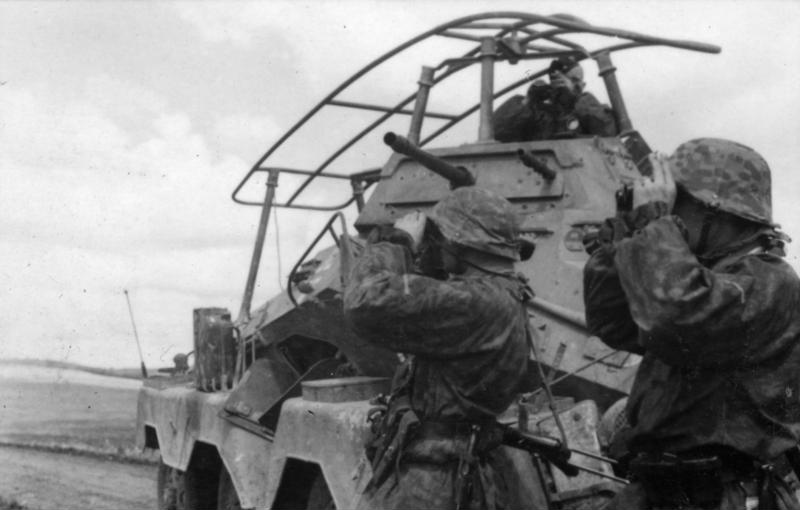
Vojáci divize "Wiking" pozorují frontu. Za nimi průzkumné vozidlo Sd.Kfz. 232. (východní fronta,1941)

Divize se do operace zapojila 29. června 1941 poblíž města Ternopil v Haliči na Ukrajině. I když hlavním cílem skupiny armád Jih byl Kyjev, rozhodl se polní maršál Gerd von Rundstedt dobýt přednostně město Umaň. Tímto nečekaným manévrem vznikla kapsa, ve které zůstalo přibližně 100 000 ruských vojáků. Umaňskou kapsu se podařilo zlikvidovat 1. srpna 1941.
Poté divize vedla útok k zajištění předmostí na Dněpru, což se jí i přes protiútoky Rudé armády povedlo. Následně pokračovala směrem k Rostovu na Donu, který se podařilo obsadit, ale úspěšná protiofenziva Rudé armády donutila divizi stáhnou se na linii řeky Mius, kde strávila zimu.

## Kavkaz

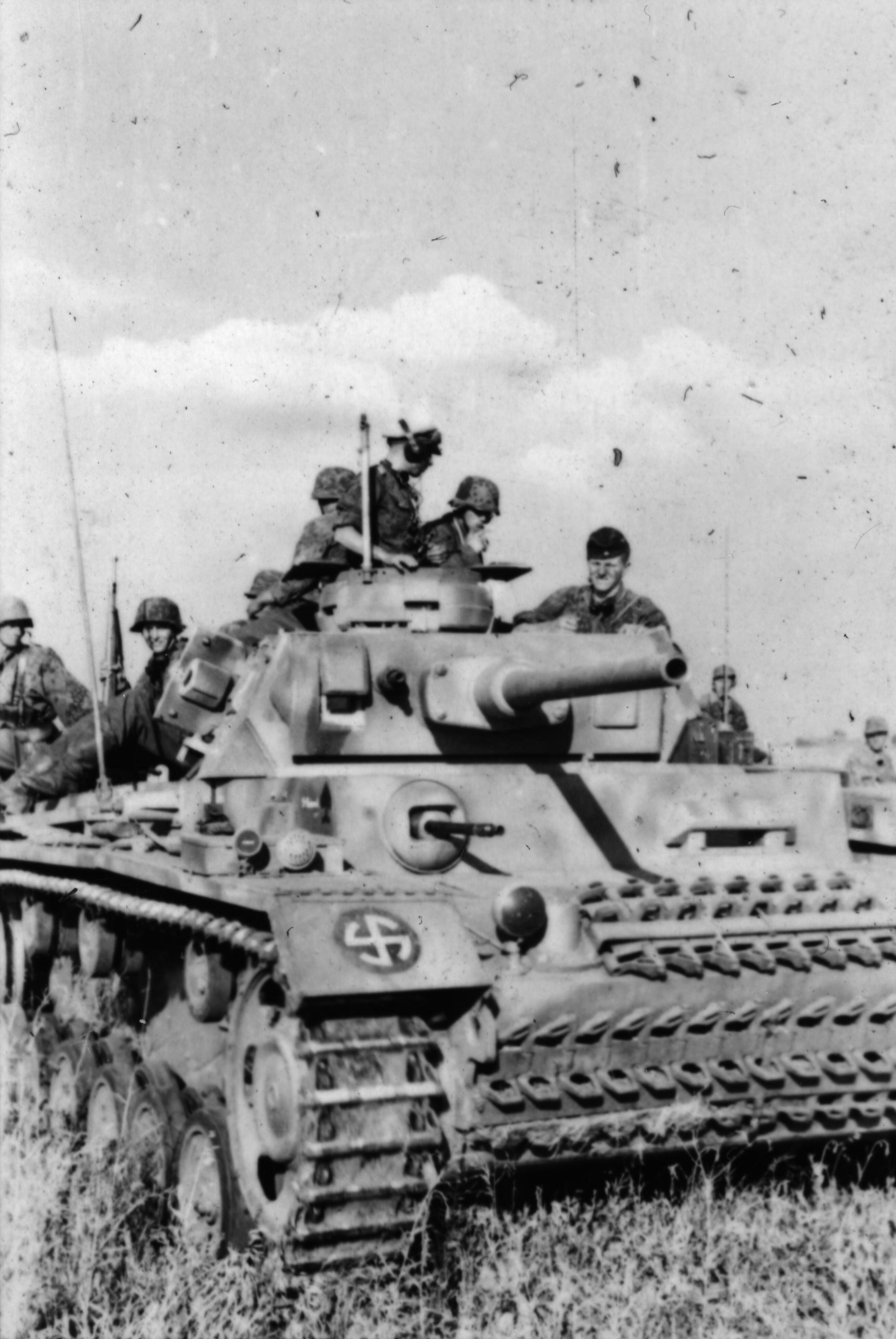
Panzer III divize SS Wiking v létě 1942; znak divize viditelný na blatníku.

Po úspěšném udržení linií na řece Mius v zimě 1941/1942 se divize v létě 1942 zúčastnila operace Blau, jež měla za úkol zmocnit se Stalingradu a ropných polí v okolí Baku. Během šesti týdnů byl obsazen Rostov a německé jednotky pronikly hluboko na Kavkaz, až k řece Těrek, kde ale narazily na zpevněnou sovětskou obranu. Proto se SS-Obergruppenführer Felix Steiner rozhodl rozdělit divizi na 4 samostatné skupiny s dílčími úkoly. Hlavní cílem všech skupin ale zůstalo dobytí města Groznyj a otevření cesty ke Kaspickému moři.
Pluk „Nordland“ zaútočil podél řeky Kurp na Malgobek. SS-Panzer-Abteilung „Wiking“ a část pluku „Germania“ prolomily hlavní obrannou linii a zřídily předmostí. Pluk „Westland“ obsadil město Sagopšin a divizní ženisté společně s druhou částí pluku „Germania“ postupovali jako záloha podél řeky Kurp.
Útok byl zahájen v noci z 25. na 26. září 1942. Pluk „Nordland“ brzy narazil na početně silnějšího a v předem připravených pozicích zakopaného nepřítele. Během 30 minut dosáhly jeho ztráty téměř 50%. Přesto se podařilo pozice dobýt a obsadit důležitý vrchol. Za tento výkon byl vyznamenán SS-Oberführer Fritz von Scholz Železným křížem I. třídy.
Malgobeku se podařilo zmocnit 6. října 1942, ale dobýt Groznyj a otevřít cestu ke Kaspickému moři se dosáhnout nepodařilo. Nejblíže ke Groznému se dostali Finové z pluku „Nordland“, a to na výšinu 701. Během těchto operací ztratila divize 1500 mužů. Některé jednotky byly redukovány na pouhé desítky mužů a jak jeden veterán divize napsal: „Nepočítali jsme ztráty, ale pouze ty muže, kteří přežili.“
Koncem listopadu 1942 byla divize přejmenována na 5. SS-Panzergrenadier Division „Wiking“. Současně se ale musela stáhnout zpět do Rostova, protože Sověti podnikli velkou ofenzívu a podařilo se jim obklíčit Stalingrad, čímž divizi hrozilo obklíčení.

## Bitva o Charkov
Na začátku roku 1943 byla divize poslána k Charkovu, kde právě probíhala bitva o jeho znovudobytí Němci. Nový velitel skupiny armád Jih, Erich von Manstein, poslal divizi „Wiking“ a 11. tankovou divizi proti Popovově tankové skupině, které přerušila životně důležitou železniční trať z Dněpropetrovska do Stalina. Divize „Wiking“ byla vyčerpána z předchozích bojů na Kavkaze a navíc postrádala dostatek obrněných vozidel. Navzdory tomu se jí sovětský útok podařilo zastavit a následně se podílela na zničení Popovovy tankové skupiny.
V květnu 1943 dorazil prapor estonských dobrovolníků „Narwa“, který nahradil finský prapor, jehož členům skončil již v březnu 1943 dvouletý závazek. Pluk „Nordland“ byl vyčleněn z divize „Wiking“ a posloužil jako základ pro 11. SS-Freiwilligen Panzergrenadier Division „Nordland“.
Došlo také ke změně velitele divize, když byl Felix Steiner pověřen vybudováním III.(germanische) SS-Panzerkorps, který se právě formoval v Chorvatsku. Ve velení ho nahradil SS-Obergruppenführer Herbert Otto Gille, jenž se Steinerovi plně vyrovnal.

## Kursk
Divize „Wiking“ se po své reorganizaci zúčastnila menších protipartyzánských akcí. Koncem června se přesunula do města Izjum, kde společně s 23. tankovou divizí tvořily rezervu skupiny armád Ericha von Manstein pro nadcházející operaci Citadela. Zatímco operace probíhala, provedlo několik sovětských jednotek útok směrem na Orel a Charkov. Divize „Wiking“ se s nimi střetla poblíž Charkova. Dobře se zde osvědčil prapor „Narwa“, který zničil přes 100 sovětských tanků.
I přes tento úspěch bylo nutné Charkov 22. srpna 1943 evakuovat. Neustávající útoky přinutily divizi ustupovat k Dněpru.

## Korsuň-čerkasská kapsa
V říjnu 1943 se stala plnohodnotnou tankovou divizí pod názvem 5. tanková divize SS „Wiking“. Zároveň spolu s dalšími šesti divizemi bránila 96 km dlouhý Korsuňský výběžek, z něhož měly podle Hitlera provést útok na Kyjev. K divizi se jako posila připojila SS-Freiwilligen Sturmbrigade „Wallonien“ SS-Oberführera Léona Degrella. V lednu 1944 provedla Rudá armáda Korsuň-ševčenkovskou operaci a tyto divize (přibližně 60 000 mužů) byly obklíčeny v kapse, jejímž středem bylo město Korsuň.
V průběhu bojů bránila divize východní část kapsy. Když generál Wilhelm Stemmerman obdržel rozkaz ke zkrácení linií a přesunu kapsy blíže ke Švenderovce, určil jako zadní voj divizi „Wiking“ a ta se přesunula na jih. Zde byla hlavním nebezpečím vesnice Novaja Buda, kterou drželi Rusové. Tu se nakrátko podařilo obsadit, ale sovětský protiútok divizi donutil ustoupit. Nakonec se společně s ostatními jednotkami pokusila proniknout k řece Gniloj Tikič. Divizi „Wiking“ a ostatním jednotkám se 18.  února 1944 sice podařilo obklíčení prolomit, ale ztráty Wehrmachtu a Waffen-SS dosáhly 30 000 mužů a jednotky přišly o téměř všechno vybavení. Po skončení této bitvy byla brigáda „Wallonien“ stažena z divize „Wiking“ a na frontě zůstalo 4000 mužů, kteří pokračovali v boji jako Kampfgruppe. Zbytek divize byl poslán do Cholmu, kde došlo k doplnění a vyzbrojení.

## Kovel
Na jaře 1944 byla Kampfgruppe urychleně poslána posílit obranu města Kovel, což byl klíčový železniční a silniční uzel v Pripjaťských bažinách. Kvůli omezeným zdrojům bylo nutné se zakopat ve městě, které sověti zanedlouho obklíčili.
Třetí prapor pluku „Germania“ a 5. tankový pluk SS, nově vyzbrojený tanky Panther, zahájily ihned po příjezdu z Polska přípravy na proniknutí do obléhaného města. Dne 30. března se do města probil SS-Obersturmführer Karl Nicolussi-Leck, velitel 8. roty 5. tankováho pluku, posílené o dalších 16 tanků Panther. Za tento čin byl Nicolussi-Leck později vyznamenán Hitlerem Rytířským křížem. Jeho jednotka pomáhala odrážet útoky Rudé armády do doby, než se podařilo dalším německým silám vytvořit koridor k obleženému městu, kterým se všechny obležené jednotky stáhly.

## Bitva u Varšavy

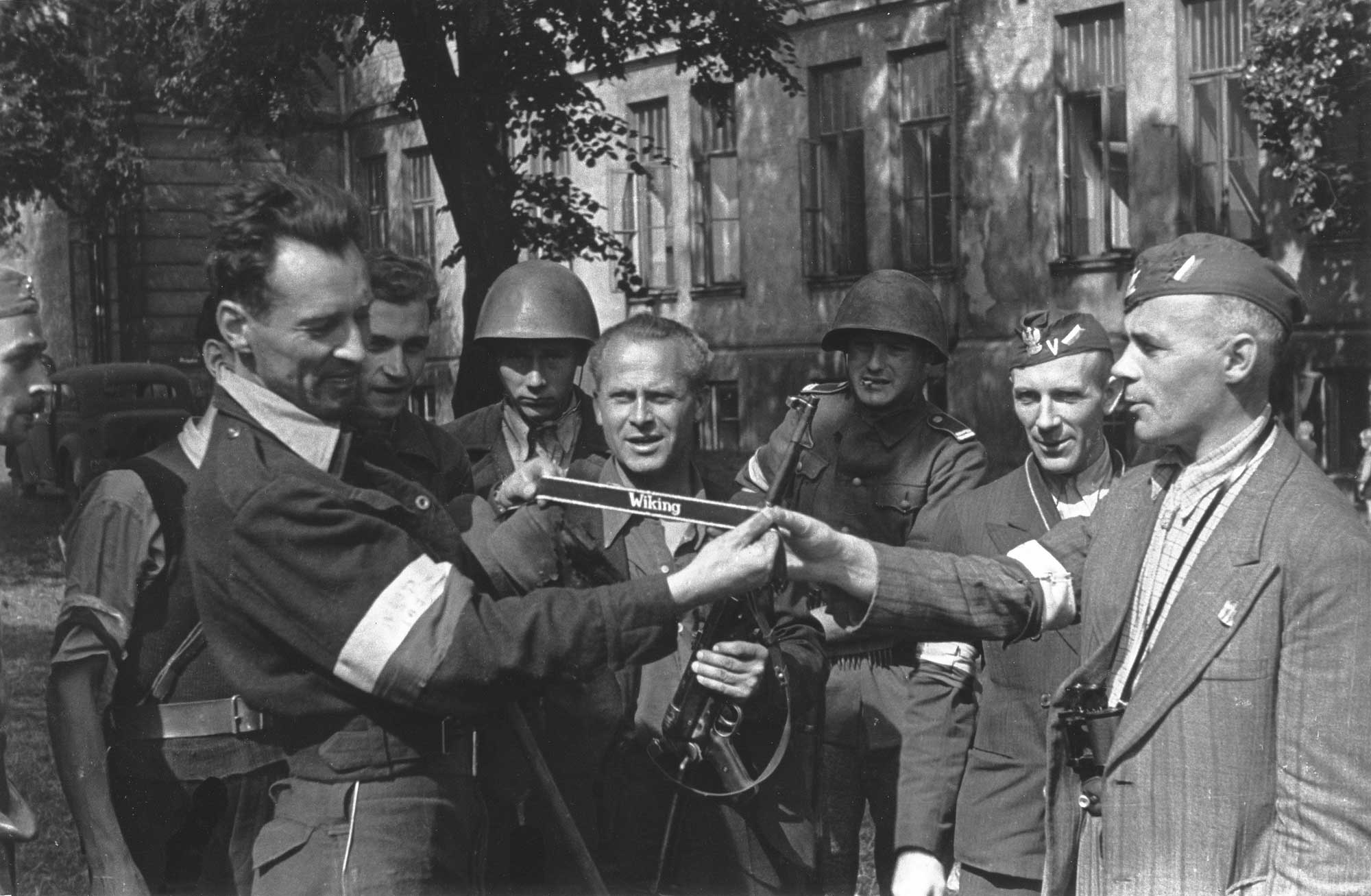
Varšavští povstalci předvádějí jednu z válečných trofejí: stužku divize Wiking

Divize byla poslána do Bialystoku, kde se připojila k jednotkám, jež se snažily stabilizovat frontu podél řeky Visly. Posléze polní maršál Walter Model nechal 30. června 1944 zřídit IV. SS-Panzerkorps, jehož součástí se staly divize „Wiking“ a „Totenkopf“. Velitelem této skupiny se stal SS-Obergruppenführer Herbert Otto Gille, jehož ve vedení divize „Wiking“ nahradil 6.8. 1944 SS-Oberführer Eduard Deisenhofer. Ten divizi nevelel ještě ani měsíc a nahradil ho SS-Standartenführer Johannes Mühlenkamp, kterého 9.10. 1944 vystřídal SS-Oberführer Karl Ullrich, jenž divizi velel až do jejího rozpuštění.
Následně se IV. SS-Panzerkorps stáhnul směrem na Brest-Litevsk, který se podařilo udržet do 23. července 1944. Poté se přesunul k Varšavě, kde mezi 1. srpnem až 2. říjnem 1944 probíhalo Varšavské povstání. Do bojů s povstalci se krátce zapojila i malá část jednotek sboru, včetně jednotek divize Wiking, převážně v oblasti východního břehu Visly. V tomto období Rusové přerušili svůj útok a dopřáli tak divizi potřebný čas k doplnění výzbroje a stavu mužstva.

## Bitva o Budapešť a konec války
24. prosince 1944 obdrželo velitelství divize „Wiking“ rozkaz z Führerhauptquartieru (Vůdcův hlavní stan) k přesunu IV. SS-Panzerkorps do oblasti Komárna v Maďarsku. Ihned po příjezdu se divize zapojila do akcí proti Rudé armádě, která obléhala Budapešť. Navzdory maximální snaze se nepodařilo k Budapešti probít. 29. ledna 1945 se podařilo Rusům dostat do města a rozdělit obránce na dva malé kotle, do kterých již nebylo možné dopravovat zásoby letecky. V noci 11. února 1945 se pokusili němečtí a maďarští obránci probít ven. Německých linií dosáhlo 700 z původních 30 000 obránců.
Nedlouho poté byla divize „Wiking“ obklíčena u města Székesfehérvár a dostala rozkaz od Hitlera udržet ho za každou cenu. Velitel IV. SS-Panzerkorps SS-Obergruppenführer Herbert Otto Gille rozkaz ignoroval a nařídil ústup na západ. Ten se nakonec podařil díky pomoci od tankové divize„Hohenstaufen“.
6. března 1945 se divize ještě zúčastnila, jako součást 6. SS-Panzerarmee, operace Jarní probuzení, která skončila naprostým neúspěchem. Následující sovětská protiofenzíva směřovala do Rakouska na Vídeň. Zbytky 6. SS-Panzerarmee prováděly časté protiútoky, které Rusům ztěžovaly postup. Některé části divize „Wiking“ se probily až do Berlína, kde se zúčastnily od 25. dubna do 2. května 1945 jeho obrany. Většina divize ale držela do 7. května 1945 pozici v okolí Walkersdorfu, odkud se poté stáhla směrem ke Štýrskému Hradci, aby 9. května formálně kapitulovala na americké straně demarkační linie.

## Válečné zločiny
Po válce nebyla divize „Wiking“ obviněna z žádných válečných zločinů. Přesto jsou známy případy, kdy se její příslušníci na některých podíleli.
Ukrajina
- 9. července 1941 zastřelili příslušníci divize, přidělení k Einsatzgruppen, 600 Židů ve Zborově.

Rakousko
- 28. března 1945 zastřelili tři příslušníci divize a 5 vojenských policistů 80 maďarských Židů.
- 4. dubna 1945 příslušníci divize objevili v lese 20 Židů, kteří při přesunu ze Štýrského Hradce uprchli. Poté je odvedli do rokle a zastřelili.
- 7. a 11. dubna 1945 bylo popraveno dalších 18 uprchlých vězňů.

Zajímavostí je, že jeden z nejznámějších válečných zločinců Josef Mengele sloužil v divizi „Wiking“ od roku 1940 do roku 1942, kdy byl raněn a prohlášen za neschopného boje. Když vyšly najevo hrůzy, které spáchal v koncentračních táborech po opuštění divize „Wiking“, pokusili se bývalí spolubojovníci odstranit jeho jméno z divizního seznamu veteránů.

## Velitelé
Vrchní velení divize
- SS-Obergruppenführer Felix Steiner ([1. prosinec 1940 – 1. květen 1943)
- SS-Obergruppenführer Herbert Otto Gille (1. květen 1943 – 6. srpen 1944)
- SS-Oberführer Eduard Deisenhofer (6. srpen 1944 – ?. srpen 1944)
- SS-Standartenführer Johannes Mühlenkamp (?. srpen 1944 – 9. říjen 1944)
- SS-Oberführer Karl Ullrich (9. říjen 1944 – 5. květen 1945)

Náčelníci štábu
- SS-Sturmbannführer Günther Ecke (? březen 1941 – 7. září 1941)
- SS-Haupsturmführer Erwin H. Reichel (? září 1941 – ? 1942)
- SS-Sturmbannführer Manfred Schönfelder (? 1942 – 1. červenec 1944)
- SS-Sturmbannführer Richard Pauly (1. srpen 1944 – ? srpen 1944)
- Major Kleine (? srpen 1944 – ?)
- Major Braun (? 1945 – ? 1945)
- SS-Sturmbannführer Willi Klose (? 1945 – ? 1945)

Proviantní důstojníci
- SS-Hauptsturmführer Erwin H. Reichel (? březen 1941 – ? září 1941)
- SS-Hauptsturmführer Hans Sporn (? 1941 – ? 1941)
- SS-Hauptsturmführer Max Kille (? 1941 – ? 1941)
- SS-Hauptsturmführer Wilhelm Büthe (? 1941 – ? 1942)
- SS-Sturmbannführer Manfred Schönfelder (? 1942 – ? 1942)
- SS-Hauptsturmführer Wilhelm Büthe (? 1942 – ? 1943)
- SS-Sturmbannführer Hans Scharff (? 1943 – ? 1944)
- SS-Obersturmführer Manfred Schönfelder (1. červenec 1944 – ? červenec 1944)
- SS-Obersturmführer Dr. Heinz Fischer (1. srpen 1944 – 1. březen 1945)
- SS-Sturmbannführer Franz Meyer (? březen 1945 – ? květen 1945)

## Bojová struktura

### 5. SS-Panzergrenadier Division „Wiking“, únor 1943
- SS-Panzergrenadier Regiment „Germania“ (Pluk pancéřových granátníků SS „Germania“)
- SS-Panzergrenadier Regiment „Nordland“ (Dobrovolnický pluk pancéřových granátníků SS „Nordland“ - stažen koncem roku 1943)
- SS-Panzergrenadier Regiment „Westland“ (Pluk pancéřových granátníků SS „Westland“)
- Finnisches Freiwilligen-Battalion der Waffen-SS (Finský dobrovolnický prapor Waffen-SS – rozpuštěn 11. července 1943)
- SS-Panzer-Abteilung „Wiking“ (Pancéřový oddíl SS „Wiking“)
- SS-Artillerie-Regiment 5 (5. dělostřelecký pluk SS)
- SS-Panzerjäger-Abteilung 5 (5. oddíl stíhačů tanků SS)
- SS-Aufklärungs-Abteilung 5 (5. průzkumný oddíl SS)
- SS-Flak-Abteilung 5 (5. oddíl protiletadlové obrany SS)
- SS-Pionier-Bataillon 5 (5. ženijní prapor SS)
- SS-Nachrichten-Abteilung 5 (5. zpravodajský oddíl SS)
- SS-Feldersatz-Bataillon 5 (5. náhradní prapor SS)
- SS-Versorgungseinheiten 5 (5. zásobovací oddíl SS)

### 5.SS-Panzer Division „Wiking“, April 1944
- SS-Panzergrenadier Regiment 9 „Germania“ (9. pluk pancéřových granátníků SS „Germania“)
- SS-Panzergrenadier Regiment 10 „Westland“ (10. pluk pancéřových granátníků SS „Westland“)
- SS-Panzer Regiment 5 (5. pancéřový pluk SS)
- SS-Panzer Artillerie Regiment 5 (5. pancéřový pluk polního dělostřelectva SS)
- Estnisches SS-Freiwilligen-Panzergrenadier-Battalion „Narwa“ (Estonský dobrovolnický prapor pancéřových granátníků SS „Narwa“ – stažen roku 1944)
- SS-Freiwilligen Sturmbrigade „Wallonien“ (Útočná brigáda dobrovolníků „Wallonien“ – stažena roku 1944)
- SS-Panzerjager-Abteilung 5 (5. oddíl stíhačů tanků SS)
- SS-Sturmgeschutz-Abteilung 5 (5. oddíl útočných děl SS)
- SS-Sturmgeschutz-Batterie 5 (5. baterie útočných děl SS)
- SS-Panzer-Artillerie-Regiment 5 (5. pancéřový pluk polního dělostřelectva SS)
- SS-Flak-Abteilung 5 (5. oddíl protivzdušné obrany SS)
- SS-Werfer-Abteilung 5 (5. oddíl raketometů SS)
- SS-Panzer-Nachrichten-Abteilung 5 (5. zpravodajský pancéřový oddíl SS)
- SS-Panzer-Aufklärungs-Abteilung 5 (5. průzkumný pancéřový oddíl SS)
- SS-Panzer-Pionier-Battalion 5 (5. ženijní pancéřový prapor SS)
- SS-Divisions Nachschub-Abteilung 5 (5. zásobovací oddíl SS)
- SS-Instandsetzungs-Abteilung 5 (5. opravářský oddíl SS)
- SS-Wirtschafts-Battalion 5 (5. hospodářský prapor SS)
- SS-Sanitats-Abteilung 5 (5. sanitní oddíl SS)
- SS-Feldlazarett 5 (5. polní nemocnice SS)
- SS-Kriegsberichter-Zug 5 (5. oddíl válečných zpravodajů SS)
- SS-Feldgendarmerie-Trupp 5 (5. oddíl polního četnictva SS)
- SS-Feldersatz-Battalion 5 (5. náhradní prapor SS)

## Početní stavy divize
| Měsíc    | Rok  | Počet  |
| Červen   | 1941 | 19 377 |
| Prosinec | 1942 | 15 928 |
| Prosinec | 1943 | 14 647 |
| Červen   | 1944 | 17 368 |
| Prosinec | 1944 | 14 800 |